# دينيس بوداليدس
دينيس بوداليدس (بالفرنسية: Denis Podalydès)‏ (و. 1963 – م) هو ممثل، وراوي كتب صوتية، وموسيقي، وكاتب سيناريو، وكاتب، ومخرج مسرحي، وممثل صوت من فرنسا . ولد في فرساي . تولى منصب Sociétaires of the Comédie-Française .

## التعليم
تعلم في CNSAD، وCours Florent

## جوائز وترشيحات
حصل على جوائز منها:
- قائد الفنون والآداب.

ترشح لـ:
- César Award for Best Original Screenplay، عن عمل:Granny's Funeral (2013)
- جائزة سيزر لأفضل ممثل، عن عمل:The Conquest (2012)
- جائزة سيزر لأفضل ممثل مساعد، عن عمل:Summer Things (2003).

## روابط خارجية
- دينيس بوداليدس على موقع IMDb (الإنجليزية)
- دينيس بوداليدس على موقع قاعدة بيانات الأفلام العربية
- دينيس بوداليدس على موقع ألو سيني (الفرنسية)
- دينيس بوداليدس على موقع ميوزك برينز (الإنجليزية)
- دينيس بوداليدس على موقع أول موفي (الإنجليزية)
- دينيس بوداليدس على موقع قاعدة بيانات الأفلام السويدية (السويدية)
- دينيس بوداليدس على موقع ديسكوغز (الإنجليزية)
- دينيس بوداليدس على موقع قاعدة بيانات الفيلم (الإنجليزية)
- دينيس بوداليدس على موقع كينوبويسك (الروسية)